# 吻別 (歌曲)
《吻別》是由香港歌手張學友於 1993 年演唱，寶麗金唱片公司錄製的一首冠軍歌曲，收錄于《吻別》專輯中。此歌曲曾奪下 3 座台灣金曲獎獎項。

## 簡介
《吻別》一曲由臺灣已故音樂人殷文琦作曲兼編曲，並由臺灣填詞人何啟弘填詞，收錄於1993年3月5日推出的專輯《吻別》中，為專輯第一主打歌曲。張學友在該首歌曲推出後於大中華地區各地獲得多個音樂獎項，影響力遍及華人地區，也使得中文流行歌曲的影響力延伸至部分西方國家。
這首歌用 G♭大調。
根據殷文琦的描述，單曲《吻別》的前身創作於 1988 年，其受到電影《末代皇帝》的配樂作曲者坂本龍一的影響，將中國民族音樂帶入到流行歌曲當中。
2004年，丹麥組合Michael Learns to Rock以英語翻唱《吻別》，歌名為〈Take Me to Your Heart〉。
2013 年開始，阿聯酋杜拜市政廳將《吻別》加入到杜拜噴泉的表演項目中，成為杜拜音樂噴泉的第一首亞洲流行音樂。
此外，劉德華、趙學而、譚百先、古巨基等歌手亦曾經翻唱這首歌。

## 榮譽
單曲《吻別》在推出后，成爲了多個音樂排行榜的冠軍單曲，并接連保持數十周之久，時至今日，單曲《吻別》仍舊在不間斷的獲得一些獎項，而世界各地的華語電臺，仍舊時常播放《吻別》。
- 1993年度十大勁歌金曲頒獎典禮

- 「最受歡迎國語歌曲獎金獎」：《吻別》
- 「最佳填詞獎」：《吻別》

- 1993年度十大中文金曲頒獎典禮

- 「IFPI國際歌曲大獎」：《吻別》

- 1993年度台灣金曲獎頒獎典禮

- 「最佳年度歌曲」：《吻別》
- 「最佳編曲人獎」：《吻別》

- 1993年度新加坡金曲獎頒獎典禮

- 「最受歡迎歌曲」：《吻別》
- 「最受歡迎大碟」：《吻別》

- 1994年度新加坡金曲獎頒獎典禮

- 「最佳金曲獎」：《吻別》

- 第20屆金曲獎

- 「二十年金曲獎我最喜愛的一首歌（第一屆-第九屆）」：《吻別》

## 翻唱
- 迈克尔学摇滚-Take Me To Your Heart